# Cynthia Lamptey
Cynthia Lamptey là một luật sư, công chức Ghana. Bà từng là Giám đốc điều hành Hội đồng Công tố viên thuộc chính phủ Ghana do ông John Dramani Mahama đứng đầu. Bà đã được đề cử làm Phó công tố viên đặc biệt của Ghana.

## Cuộc sống
Cynthia Lamptey là một luật sư, được đào tạo và tốt nghiệp Trường Luật Ghana. Bà đã được Bộ Tư pháp tuyển dụng làm luật sư nhà nước vào năm 1995 và thăng cấp liên tục cho đến khi được bổ nhiệm làm người điều hành hội đồng Công tố viên trong chính quyền ông John Mahama. Là một trong công tố viên hàng đầu của đất nước, bà đã thụ lý rất nhiều vụ án có tính chất phức tạp  Trong đó, bao gồm các vụ án như: vụ cáo buộc Giám đốc điều hành của Chương trình dịch vụ quốc gia trộm cắp số tiền 86,9 triệu cedis và vụ truy tố hình sự Alfred Agbesi Woyome, một nhà tài chính nổi tiếng của Quốc hội Dân chủ Quốc gia, đã bị tòa án Ghana buộc tội lừa đảo khi nhận khoản nợ phán quyết 52 triệu cedis chống lại Ghana. Năm 2014, bà đã truy tố hai phụ nữ Ghana, người đóng vai trò chủ mưu trong việc xuất khẩu cocaine sang Vương quốc Anh. Sau 20 năm phục vụ trong nhà nước, bà từ chức năm 2015. Sau đó, vị trí của bà được thay thế bởi Yvonne Attakorah Obuobisa.